# University of Edinburgh
Die University of Edinburgh (Universität Edinburgh, lateinisch Universitas Academica Edinburgensis) ist ein Forschungs- und Lehrinstitut in Edinburgh.
Die 1582 gegründete Universität ist – neben der University of St Andrews (1413), der University of Glasgow (1451) und der University of Aberdeen (1495) – eine der vier alten schottischen Universitäten. Es gibt in der englischsprachigen Welt lediglich zwei Universitäten, die noch älter als die vier schottischen ancient Universities sind: die University of Oxford (1167) und die University of Cambridge (1209). Die Universität gilt aufgrund ihrer Geschichte, ihrer akademischen Exzellenz, ihrer internationalen Reputation und ihrer Größe als eine der prestigeträchtigsten Universitäten im Vereinigten Königreich. Gemessen an der Zahl der Studierenden war sie 2020/2021 und 2021/2022 die siebtgrößte Hochschule in Großbritannien; sie beschäftigte 2020/2021 die meisten und 2021/2022 die zweitmeisten Mitarbeiter.
Die Universität zählt darüber hinaus zu den Top-20-Universitäten der Welt und wird daher in der akademischen sowie der medialen Welt als Eliteuniversität angesehen. Als solche gehört sie zur Russell-Gruppe der großen britischen, in der Forschung führenden Universitäten. Sie ist zudem als einzige schottische Universität Mitglied in der Coimbra-Gruppe und der LERU (League of European Research Universities), den beiden Vereinigungen führender europäischer Universitäten.
Die Universität verfügte 2021 über ein Einkommen von 1187 Millionen £ und ein Stiftungsvermögen von 565 Millionen £ und somit über weitreichende finanzielle Mittel, insbesondere für Forschungszwecke. Mit rund 272 Millionen £ verfügte die Universität 2016 über das sechsthöchste Forschungseinkommen aller britischen Universitäten. 2003 wurde die Universität die erste schottische Universität, die das Fair-Trade-Siegel erhielt.
Die Universität ist mit 23 Nobelpreisträgern, zuletzt Fraser Stoddart, assoziiert und brachte drei Premierminister des Vereinigten Königreichs sowie zahlreiche internationale Staats- und Regierungschefs hervor. Zu den Alumni der Universität zählen außerdem historische und wissenschaftliche Größen wie der Naturforscher Charles Darwin, der Erfinder Alexander Graham Bell, der Philosoph David Hume, der Physiker James Clerk Maxwell, der Mathematiker Thomas Bayes und der Chirurg Joseph Lister. Auch die bekannten Autoren Arthur Conan Doyle, Robert Louis Stevenson, J.M. Barrie und Walter Scott wurden hier ausgebildet. Prinz Philip, der Duke of Edinburgh und Ehemann von Königin Elisabeth II., war von 1953 bis 2010 der Chancellor (Ehrenrektor) der Universität Edinburgh. Seit 2010 nimmt diese Funktion seine Tochter Anne, Princess Royal wahr.

## Geschichte

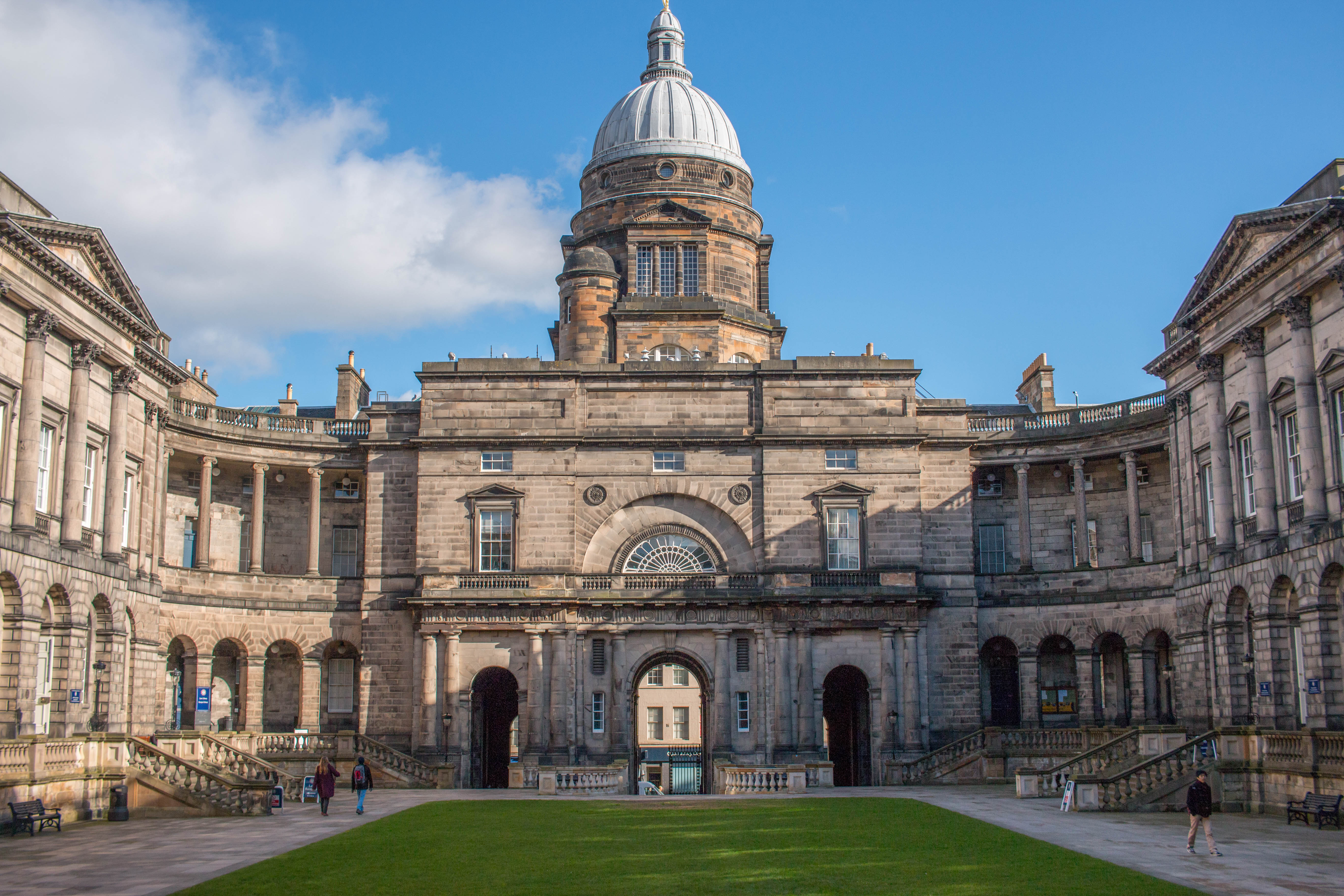
Old College Building von Robert Adam

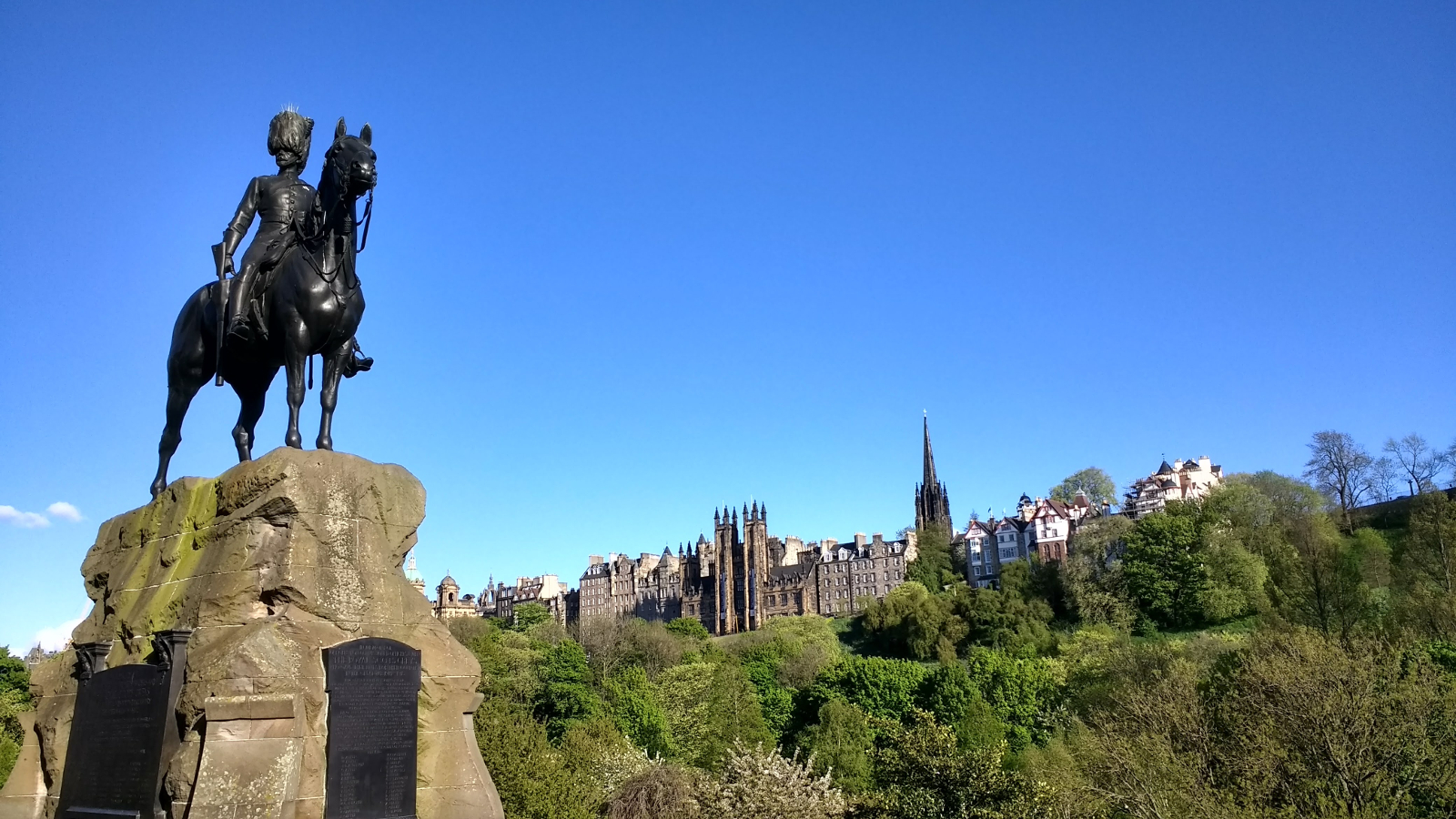
Old Town mit dem New College

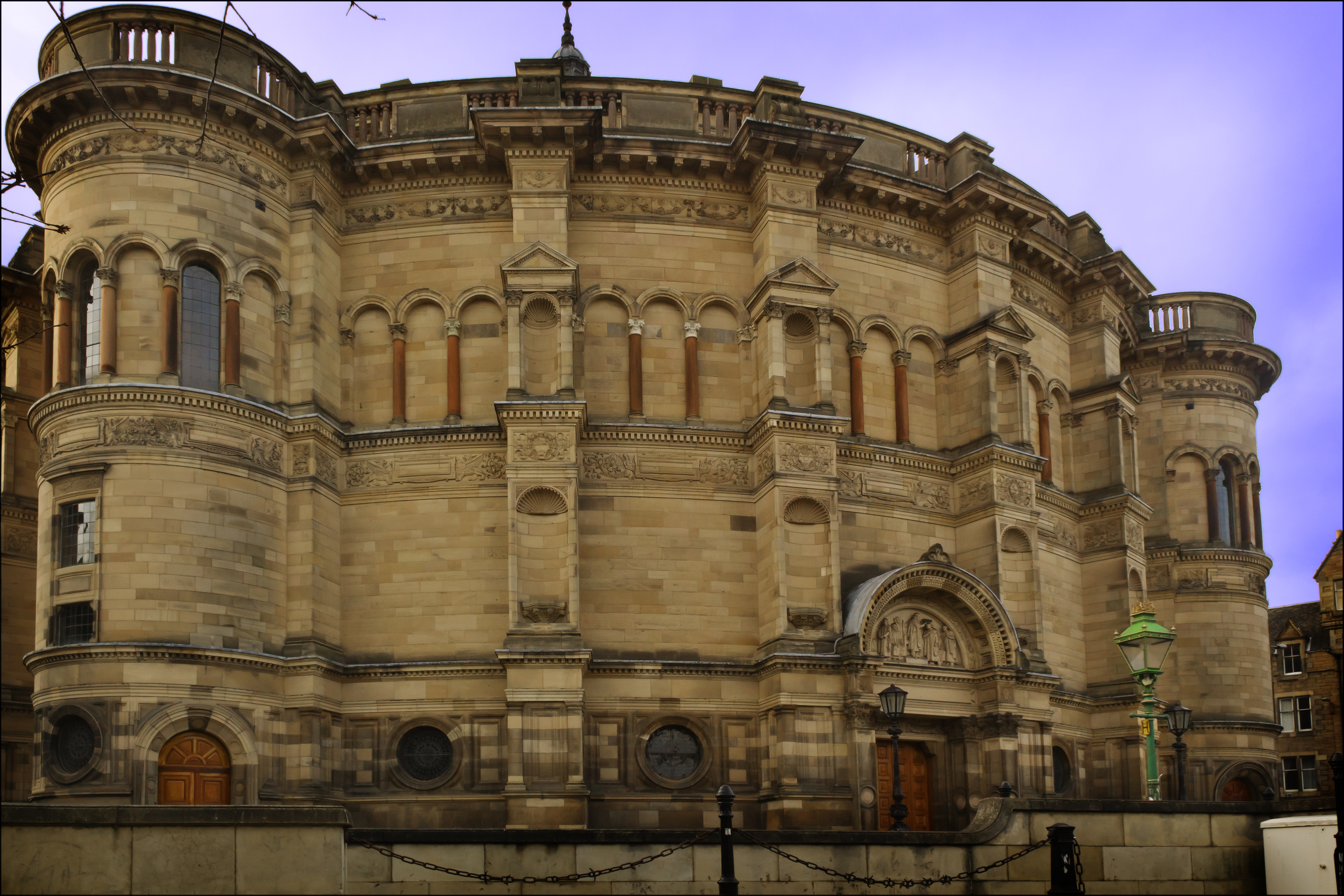
McEwan Hall, Ort der Abschlussfeiern

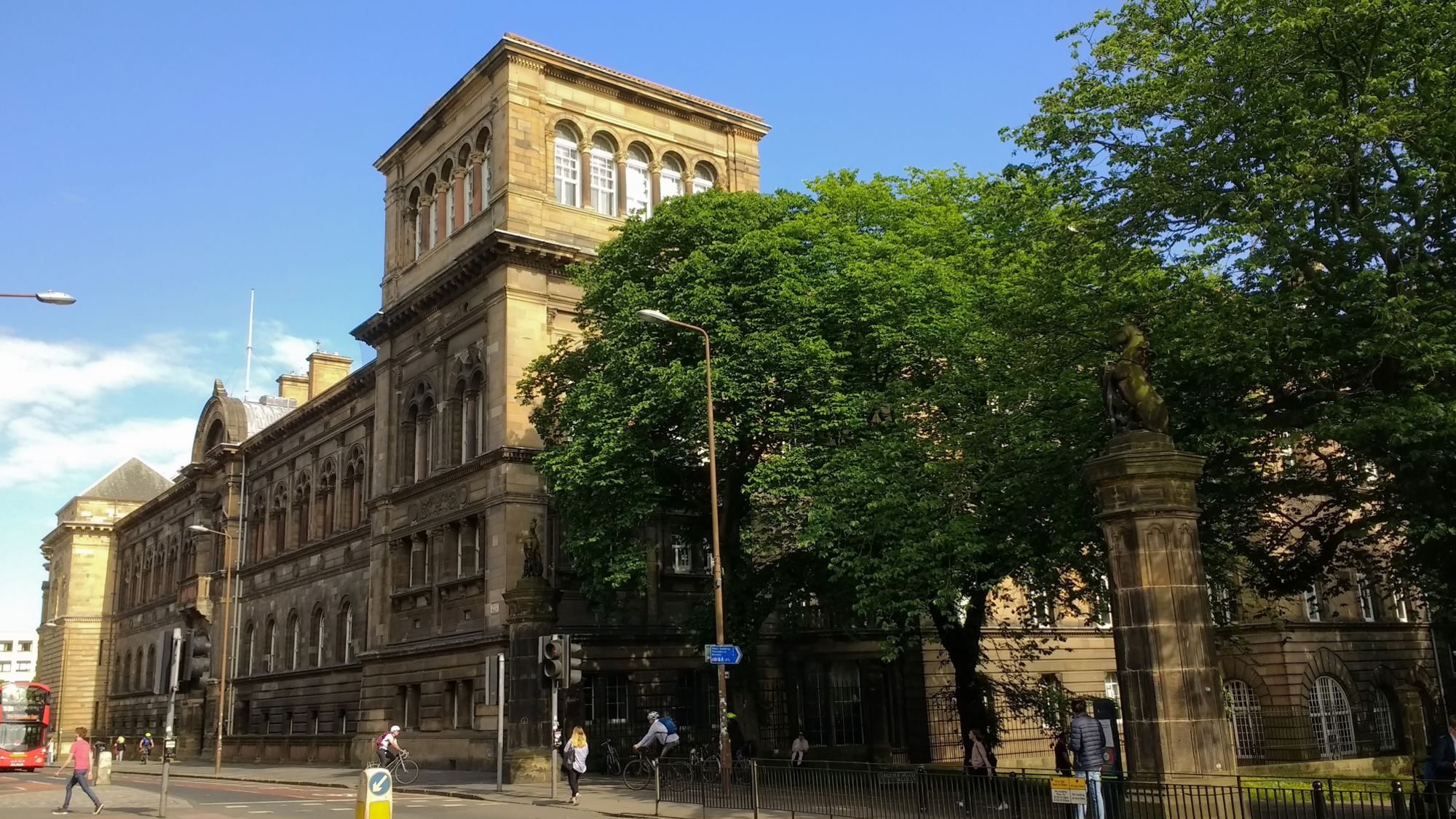
Old Medical School

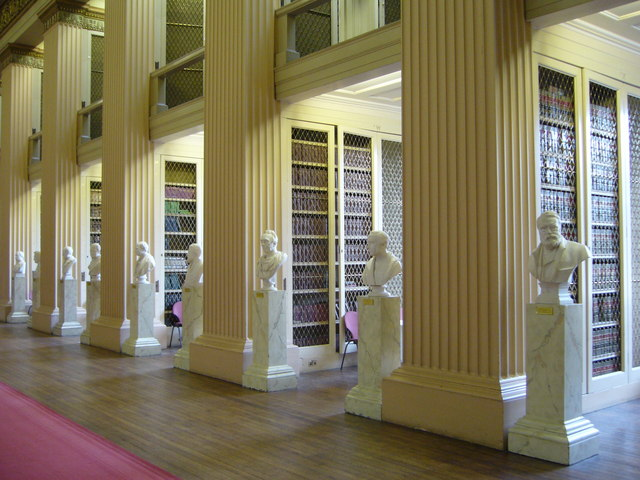
Playfair Bibliothek im Old College

### Gründung der Universität
Die Gründung geht auf den schottischen Bischof und Humanisten Robert Reid zurück, der in seinem Testament ein Stiftungsvermögen von 8000 Merk hinterließ, um damit eine Hochschule in Edinburgh zu gründen. Der Stadtrat von Edinburgh griff diese Pläne der schottischen Reformation 1560 folgend auf und verlangte die Nutzung von vormals klösterlichem Grundbesitz für Bildungszwecke. Doch konnten die Pläne aufgrund von zivilen Streitigkeiten nicht verwirklicht werden. Insbesondere die Bischöfe der Universitätsstädte Aberdeen, Glasgow und St. Andrews leisteten heftigen Widerstand, da man die Gründung einer neuen Universität in Edinburgh als Konkurrenz zu den eigenen Bildungszentren sah.
Erst in den späten 1570er-Jahren griff der Stadtrat die Pläne einer Universitätsgründung von Neuem auf und überwies die Angelegenheit in einen eigens dafür eingerichteten Ausschuss. Im April 1582 stellte der schottische König James VI. schließlich zwei Urkunden aus, die den Grundstein für die Gründung der Universität Edinburgh bildeten. Dies war für diese Zeit durchaus unüblich, da Universitätsgründungen in aller Regel durch eine Päpstliche Bulle erfolgten. Ein Jahr später, im Oktober 1583, wurde die Universität offiziell eröffnet und die ersten Studenten zum Studium zugelassen.

### Frühphase
Das erste Curriculum wurde maßgeblich vom ersten Principal und Rector der Universität Edinburgh Robert Rollock beeinflusst und umfasste neben der Ausbildung in den alten Sprachen Latein, Griechisch und Hebräisch auch das Studium antiker Philosophen sowie der Theologie, Rhetorik, Logik, Arithmetik, Physik, Geographie und Philologie. Einzigartig war die Unterweisung der Studenten in der Lehre der Anatomie.
In den 1580er-Jahren wurde ebenfalls der Grundstein für die Universitätsbibliothek gelegt. Maßgebend war die Stiftung von theologischen Schriften durch Clement Litill im Jahre 1585. In den folgenden Jahrzehnten wurde die Sammlung durch weitere Spenden erweitert. Es war insbesondere für an der Universität Edinburgh graduierte Studenten üblich, der Bibliothek ein Abschiedsgeschenk zu hinterlassen. Besonders hervorzuheben ist jedoch der Dichter und Edinburgh-Alumnus William Drummond of Hawthornden, der zwischen den Jahren 1626 und 1636 große Teile seiner beachtlichen Privatbibliothek an die Universität stiftete. Die 800 Schriften aus dem Stiftungsbestand erwiesen sich als von unschätzbarem Wert für die Universität Edinburgh. Die Sammlung umfasste literarische Werke (etwa frühe Drucke von Shakespeare) ebenso wie historische, theologische, philosophische, juristische, medizinische, naturwissenschaftliche und geographische Literatur. Heute sind die erhaltenen Schriften aus diesem Bestand größtenteils digitalisiert worden. Die heutige Universitätsbibliothek ist im Bibliothekshauptgebäude am George Square, dem größten akademischen Bibliotheksgebäude Europas sowie einer umfangreichen Zahl von Fakultätsbibliotheken untergebracht.
Weitere Meilensteine in der frühen Geschichte der Universität waren die Gründung des Royal Botanic Garden Edinburgh (1670) und der ersten Fakultäten. Nachdem 1707 die juristische Fakultät gegründet worden war, folgte die Gründung der Fakultät für die Künste (1708) und der medizinischen Fakultät (1726).
Im Verlauf des 17. und 18. Jahrhunderts entwickelte sich Edinburgh zu einem führenden Zentrum der Aufklärung und die Universität zu einer der wichtigsten Ausbildungsstätten des gesamten Kontinents.

### 19. Jahrhundert

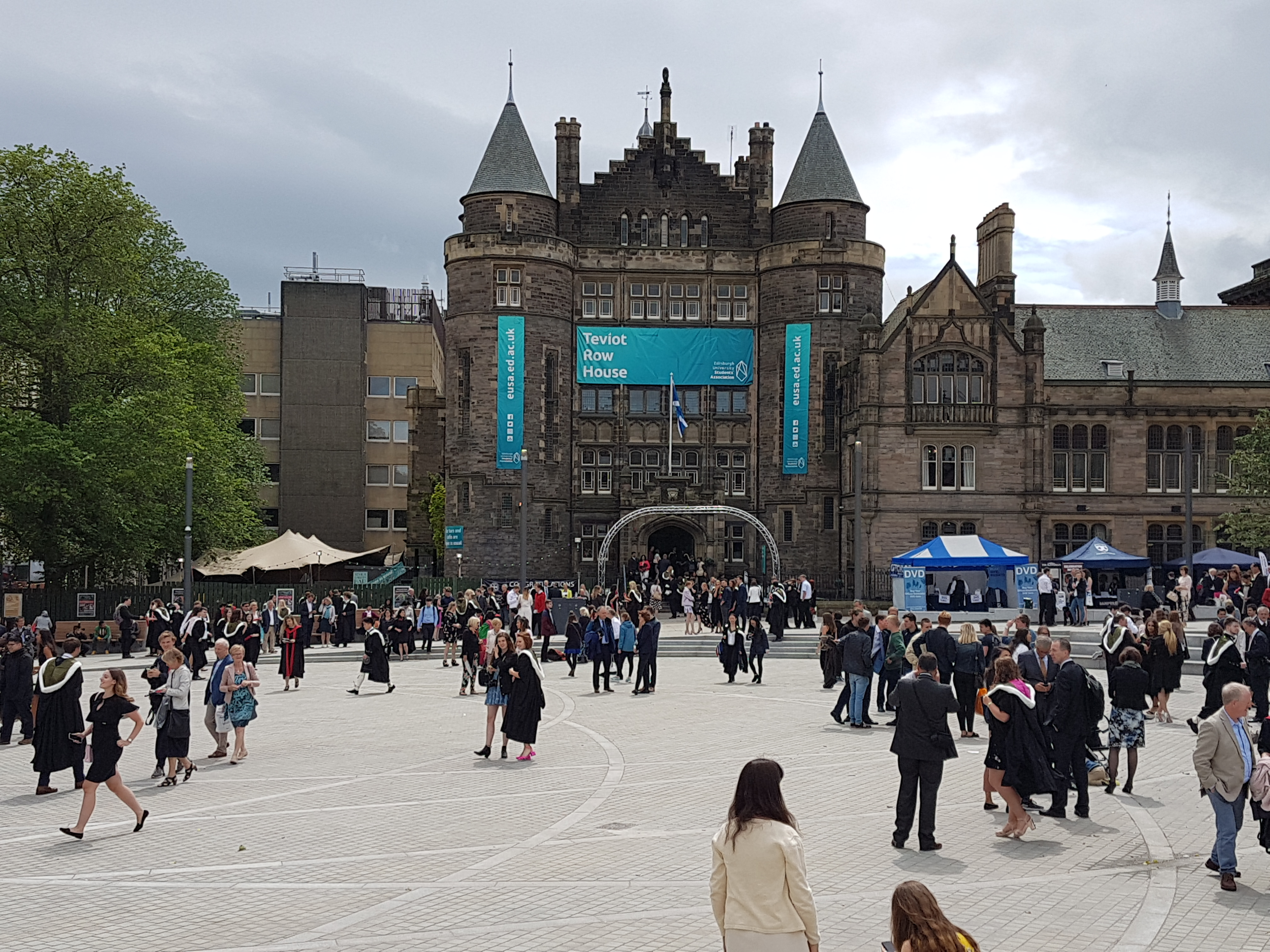
Teviot Row House am Bristo Square

Bis in das frühe 19. Jahrhundert hinein verfügte die Universität nicht über einen Campus im klassischen Sinne, sondern setzte sich aus einem Durcheinander von häufig sehr kleinen Lehrstätten zusammen, was zu notorischen Platzproblemen führte. Dies bemängelte 1768 bereits der damalige Principal William Robertson, der seinerseits den Bau eines eigenen Universitätsgebäudes in Auftrag gab. Entworfen wurde das Gebäude durch den führenden neoklassizistischen Architekten Robert Adam, dem Cousin Robertsons. Doch konnte der Grundstein des heute als Old College bekannten ersten Universitätsgebäudes erst 1789 gelegt werden. Das Geld dafür wurde insbesondere durch den Stadtrat bereitgestellt. Als jedoch nach der Fertigstellung des nordwestlichen Teils des Colleges das Geld ausging, wandte sich der ebenfalls in Geldnot geratene Stadtrat an die Regierung. Aufgrund des zeitgleich ausbrechenden Britisch-Französisches Krieges konnte die Regierung jedoch keine finanziellen Mittel bereitstellen, sodass es 1794 zu einem Baustopp kam. Erst nach dem Friedensschluss wurde der Bau 1815 wieder aufgenommen, sodass das College 1827 eröffnet werden konnte. Die Bibliothek wurde dem Gebäude vier Jahre später hinzugefügt und die markante Kuppel schließlich 1887 ergänzt.
Als Folge der sogenannten „disruption“, der Abspaltung der Free Church of Scotland von der Church of Scotland, kam es in Edinburgh zu massiven Zerrüttungen. Die führenden Theologen der Universität Edinburgh Thomas Chalmers und David Welsh waren maßgeblich an der Gründung der Free Church beteiligt und gaben ihre Lehraufträge 1843 zurück, um fortan als Professoren im neuen College of the Free Church of Scotland zu unterrichten. Zum Zweck der Pfarrausbildung gab die Free Church of Scotland schließlich den Bau des heute als New College bekannten Gebäudes in Auftrag, das an der Spitze des sogenannten Mounds liegt, dem Bereich Edinburghs, der die Altstadt von der Neustadt trennt. Erst nach der Wiedervereinigung der Church of Scotland mit der United Free Church Scotland wurde 1932 die theologische Fakultät der Universität Edinburgh mit dem United Free Church College zusammengelegt. Seitdem ist das New College der Sitz des theologischen Fachbereichs der Universität Edinburgh.
Mit dem Universities (Scotland) Act 1858 wurde dem Stadtrat die Kontrolle über die Universität entzogen – seitdem verwaltet sich die Universität selbst. Dazu wurde ein University Court gegründet, der bis heute als Exekutivorgan der Universität fungiert. Diesem saß der von den Studenten gewählte Rector vor und setzte sich weiterhin aus dem Principal, dem Lord Provost von Edinburgh und weiteren Beisitzern (Assessors) zusammen, die jeweils vom Rector, dem Chancellor, dem Stadtrat, dem General Council, und dem Senatus Academicus nominiert/ernannt wurden.
Seit seiner Eröffnung diente das Old College als Sitz der medizinischen Fakultät. Doch zeichnete sich in der Mitte des 19. Jahrhunderts ab, dass das Old College den Anforderungen der Medical School nicht mehr genügte, was auch an den ständig steigenden Studentenzahlen lag. Die Universität Edinburgh gab daher 1874 den Bau einer neuen Medical School in Auftrag und veranstaltete zu diesem Zweck einen architektonischen Wettbewerb. Der schottische Architekt Robert Rowand Anderson gewann den Wettbewerb und der Bau konnte im selben Jahr beginnen. 1884 wurde das heute als Old Medical School bekannte Bauwerk eröffnet und in den Folgejahren weiter ausgestattet.
Ferner wurde Anderson mit der Planung einer Graduationshalle beauftragt, da die Universität über eine solche bis dato nicht verfügte. Diese wurde in die Medical School integriert und 1897 unter dem Namen McEwan Hall eröffnet. Dies lässt sich darauf zurückführen, dass der schottische Politiker und Bierbrauer William McEwan eine große Summe zum Bau der Halle beisteuerte.
Noch heute wird die 2017 restaurierte McEwan Hall für Graduationsfeierlichkeiten genutzt, während die Old Medical School heute die School of History, Classics and Archaeology, die School of Health in Social Science sowie das anatomische Museum der Universität beherbergt. Im Old College befinden sich heute die School of Law sowie Teile der Universitäts-Administration.
Im Jahr 1884 wurde die erste Studentenvertretung der Universität Edinburgh unter dem Namen Students' Representative Council (SRC) gegründet. Sie machte es sich zur Aufgabe, das Gesellschaftsleben unter den Studenten zu verbessern und die Vertreter der vielen studentischen Societies zu verknüpfen. Zu diesem Zweck wurde weltweit erstmals ein Gebäude gebaut, das allein der Unterbringung einer Studentenvereinigung diente. 1889 wurde das Teviot Row House eröffnet und ist seitdem der Sitz der Studentenvereinigung Edinburgh University Union (EUU). Im Stile eines viktorianischen Gentleman’s Club entworfen, wird das Gebäude heute von der Edinburgh University Students' Association (EUSA) verwaltet und beinhaltet eine Reihe von Pubs und Bars.
Die Universität verfügt auch über eine Studentenzeitung (The Student), die 1887 von Robert Louis Stevenson gegründet wurde.
Zum Ende des 19. Jahrhunderts hin wurden an der Universität Edinburgh 1893 erstmals weibliche Studenten graduiert.

### 20. Jahrhundert

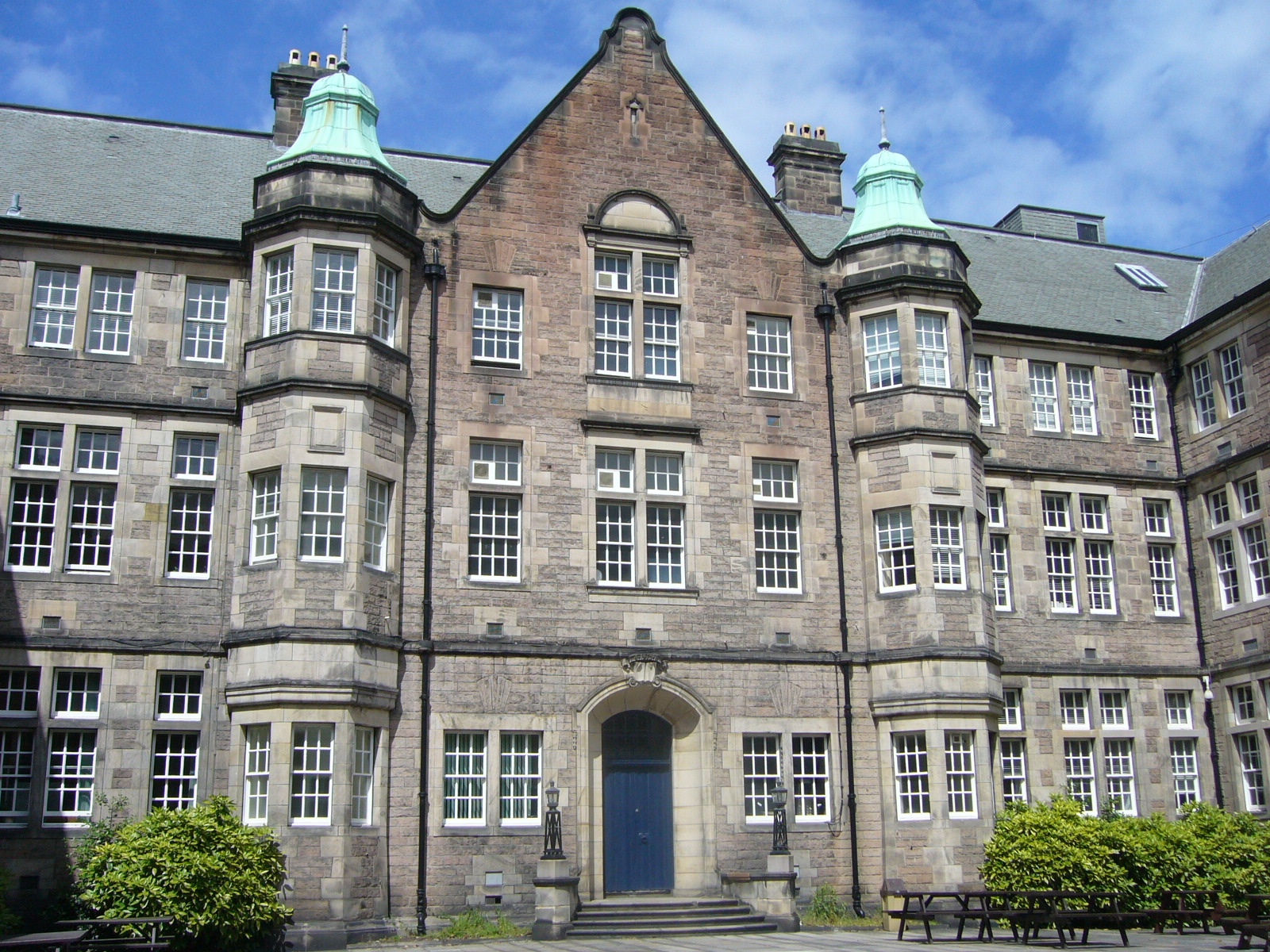
Moray House

Der Erste Weltkrieg bedeutete für die Universität Edinburgh einen tiefen Einschnitt. Nahezu 8000 Studenten und Alumni meldeten sich für den militärischen Dienst, wovon 944 auf dem Schlachtfeld ihr Leben ließen.
Durch die Abwesenheit vieler Männer nahm die Präsenz von Frauen an der Universität zu, was zu einer langfristigen Verbesserung ihrer Position beitrug. So verdoppelte sich die Anzahl weiblicher Studenten zum Ende des Krieges hin und 1916 wurden erstmals weibliche Bewerber zum Studium an der medizinischen Fakultät zugelassen. Bereits im Vorjahr wurde mit Agnes Cunningham erstmals eine Frau zur Präsidentin des Students' Representative Councils gewählt. Im Jahr 1924 erreichte der Anteil von weiblichen Studenten an der Universität Edinburgh mit 31 % einen Rekordwert für die Zwischenkriegszeit. Doch sollte es noch bis 1958 dauern, bis mit Elizabeth Wiskemann die erste weibliche Professorin berufen wurde. Weitere 30 Jahre später, 1988, gelang es zudem einer Frau, Muriel Gray, sich erstmals in die Position des Rectors wählen zu lassen.
Nach dem Ersten Weltkrieg wurde 1920 ebenfalls der Bau der King’s Buildings in Auftrag gegeben, die bis heute den Science Campus bilden und südlich des zentralen Campus liegen.
Zudem wurden im 20. Jahrhundert eine Reihe bekannter Personen zu Rektoren gewählt. Zu diesen zählen etwa der britische Kriegsminister Lord Kitchener (1914), der britische Premierminister Winston Churchill (1929), der berühmte schottische Film- und Theaterschauspieler Alastair Sim (1948), der Entdecker des Antibiotikums Penicillin Alexander Fleming (1951) sowie der britische Premierminister Gordon Brown (1972).
Nachdem zum Ende des 19. Jahrhunderts die bereits bestehenden Fakultäten um die Fakultät für Naturwissenschaften (1893) und die Fakultät für Musik (1894) erweitert wurden, kam im 20. Jahrhundert schließlich noch die Fakultät für Sozialwissenschaften (1963) hinzu.
So wie bereits 1932 das New College in die Universität integriert wurde, folgten im weiteren Verlauf weitere Zusammenlegungen von wissenschaftlichen Einrichtungen mit der Universität Edinburgh. 1948 wurde die Edinburgh Dental School in die medizinische Fakultät integriert. 1951 wurde schließlich das Royal (Dick) Veterinary College ebenso zum Teil der Universität wie 1998 das Moray House Institute of Education.
1967 wurde erstmals ein Lehrstuhl für die Computer-Wissenschaft gegründet. Ebenso gelang es 1996 Forschern des Roslin Institute der Universität Edinburgh, das Schaf Dolly zu klonen.

### 21. Jahrhundert
Im Jahre 2002 wurde die Universität Edinburgh reorganisiert. Die bis dato bestehenden neun akademischen Fakultäten (Arts, Divinity, Education, Law, Medicine, Music, Science and Engineering, Social Sciences, Veterinary Medicine) wurden auf drei Colleges aufgeteilt, obwohl die Universität Edinburgh nie eine Kollegialuniversität war (siehe Kapitel Organisation). Im selben Jahr wurde eine neue Medical School im Stadtteil Little France eröffnet.
2011 erfolgte schließlich die Zusammenlegung des Edinburgh College of Art, welches seitdem zur Universität Edinburgh gehört. Ferner wurde 2011 der Easter Bush Veterinary Campus eröffnet.

## Organisation
Die Universität Edinburgh wurde 2002 reorganisiert. Aus ihren neun akademischen Fakultäten wurden in diesem Zuge drei Colleges geschaffen. Heute besteht die Universität Edinburgh daher aus dem College of Arts, Humanities and Social Sciences (CAHSS), dem College of Science & Engineering (SCE) und dem College of Medicine & Vet Medicine (MVM). Innerhalb der Colleges gibt es Schools, die weitgehend den Abteilungen entsprechen, aus denen sie entstanden sind.

### College of Arts, Humanities and Social Sciences
Das College of Arts, Humanities and Social Sciences ist das größte der drei Colleges der Universität Edinburgh. Es besteht aus 12 Schools, an denen wiederum 23.650 Studenten unterrichtet werden und 3.600 Angestellte beschäftigt sind. Das College bietet insgesamt 300 Studiengänge im Undergraduate-Bereich sowie 200 Studiengänge im Postgraduate-Bereich an. Im Rahmen des QS World University Rankings 2018 befindet sich das College weltweit auf dem 12. Platz.
- Business School
- Edinburgh College of Art
- Moray House School of Education and Sport
- School of Divinity
- School of Economics
- School of Health in Social Science
- School of History, Classics and Archaeology
- School of Law
- School of Literatures, Languages and Cultures
- School of Philosophy, Psychology and Language Sciences
- School of Social and Political Science
- The Centre for Open Learning

### College of Science & Engineering
Das College of Science and Engineering der Universität Edinburgh besteht aus sieben Schools. Mit etwa 10.000 Studenten und 3400 Angestellten ist es das zweitgrößte College. Im Rahmen des Research Excellence Framework 2014 (REF) belegte es im nationalen Vergleich den vierten Platz für die Forschungsstärke. Auch die einzelnen Fachdisziplinen erreichten Spitzenränge, vielfach sogar die Top 5.
- School of Biological Sciences
- School of Chemistry
- School of Engineering
- School of GeoSciences
- School of Informatics
- School of Mathematics
- School of Physics and Astronomy

### College of Medicine & Vet Medicine
Das College of Medicine and Veterinary Medicine unterteilt sich in vier Schools. Der Fachbereich Veterinärmedizin erreichte im Research Excellence Framework 2014 (REF) den ersten Platz aller britischen Universitäten. Die Medical School der Universität Edinburgh belegt weltweit im QS World Universities Ranking 2018 den 16. Platz.
- University of Edinburgh Medical School
- Royal School of Veterinary Studies
- School of Biomedical Sciences
- School of Clinical Sciences and Community Health

## Standorte

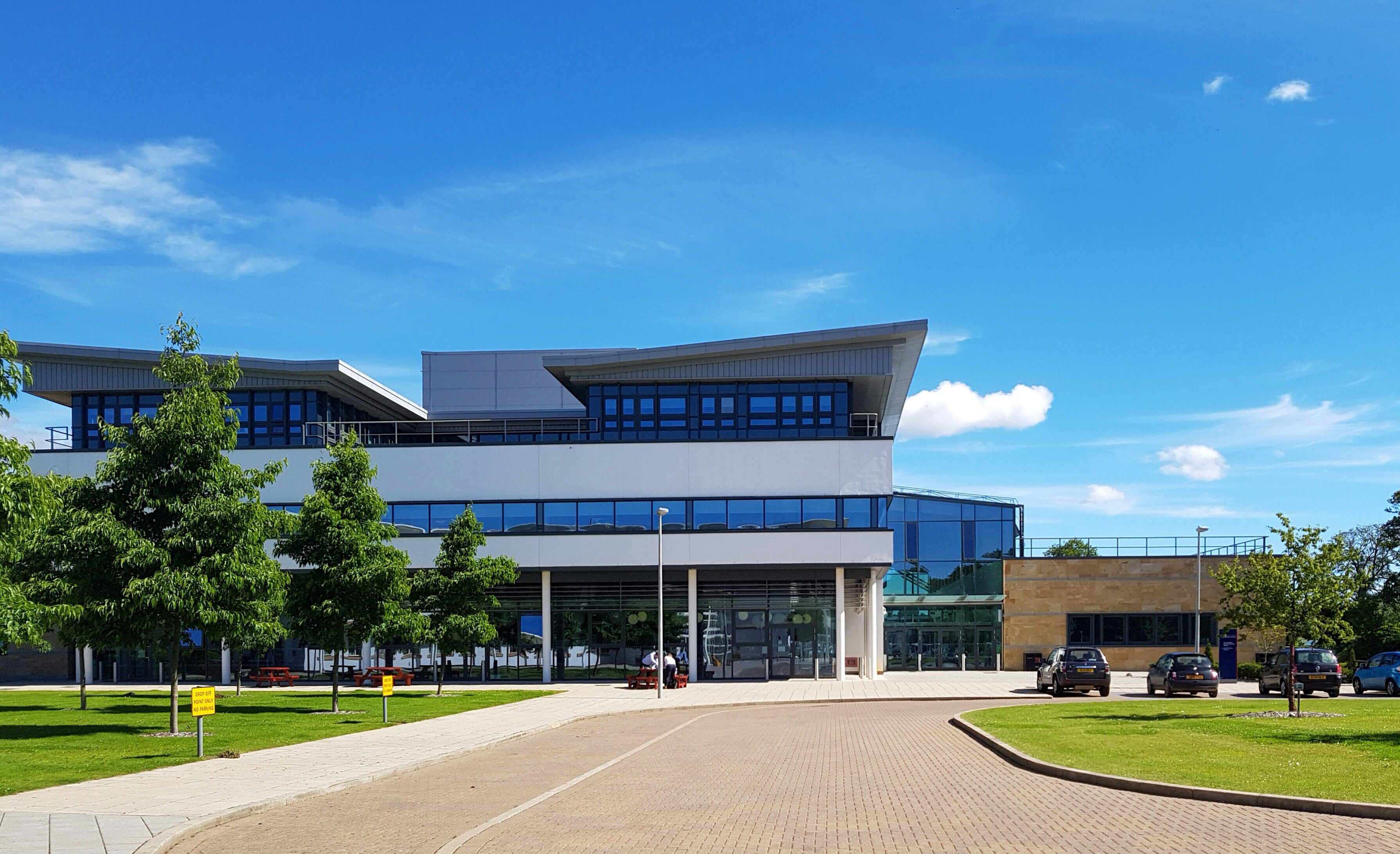
Royal (Dick) School of Veterinary Studies, Easter Bush Campus

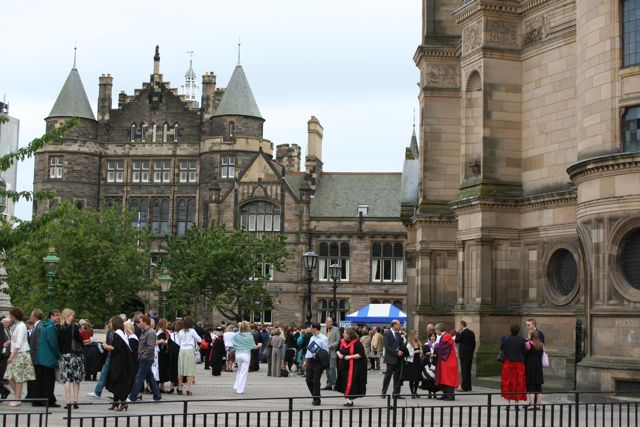
Graduationsfeierlichkeiten vor der McEwan Hall

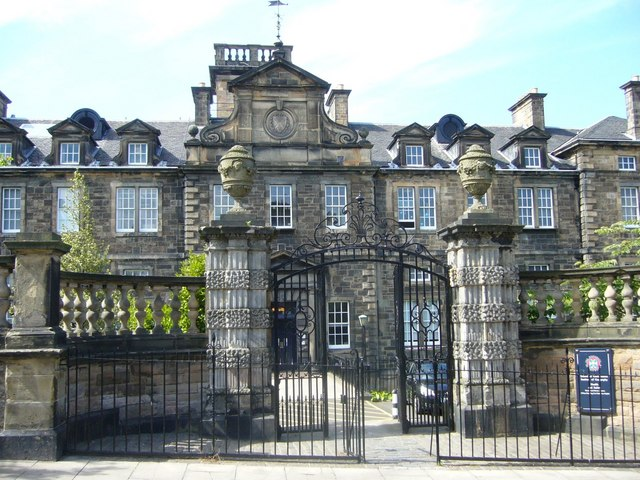
Fakultät für Geowissenschaften

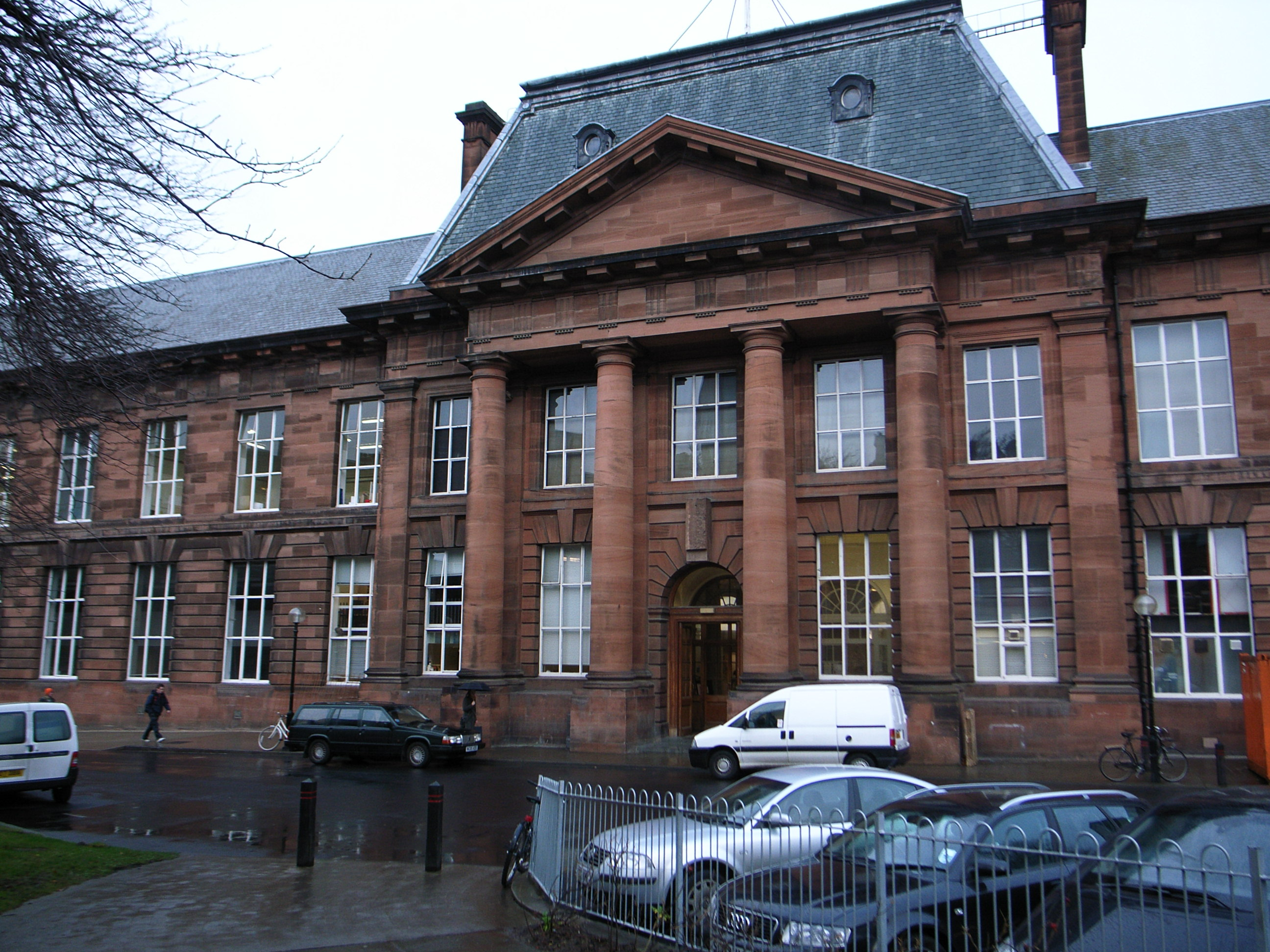
Edinburgh College of Art

Mit der Ausweitung der Fachbereiche hat die Universität ihren Campus auf mittlerweile sieben Hauptstandorte verteilt:
- Der George Square und die umgebenden Straßen in der südlichen Stadtmitte bilden den Hauptcampus und sind zugleich der älteste Standort der Universität; hier befinden sich die Geistes- und Sozialwissenschaften, sowie die wirtschaftswissenschaftliche, die medizinische und die juristische Fakultät sowie der Hauptstandort der Universitätsbibliothek. Die Räumlichkeiten am George Square werden ebenfalls für das erste Jahr der studentischen Ausbildung in Natur- und Ingenieurwissenschaften benutzt. In der Nähe liegen die Hauptgebäude der Edinburgh University Students' Association (EUSA): das Potterow Centre, das Teviot Row House und das Pleasance Societies Centre.
- Die Kings Buildings weiter südlich beherbergen größtenteils die naturwissenschaftlichen Schulen und die biologische Fakultät, die weltweit führend auf dem Gebiet der Genetik ist. Das Scotland’s Rural College (SRUC) hat hier ebenfalls einen Standort.
- Der Easter Bush Campus, etwa 10 km außerhalb der Stadtmitte, ist Standort der Royal (Dick) School of Veterinary Studies und des Roslin-Instituts.
- Die Faculty of Divinity befindet sich im New College auf dem Mound, das in Teilen auch von der Church of Scotland genutzt wird.
- Das Moray House etwas abseits der Royal Mile beherbergte das Moray House Institute for Education, bis es 1998 von der Universität erworben wurde. Diese hat das Moray House seitdem erweitert und mit dem Sportinstitut zusammengelegt. Der Campus des Moray House ist mit dem Campus des George Square durch den Besitz des dazwischen liegenden Geländes verbunden.
- Die 40 Millionen britische Pfund teure Medizinschule in der New Royal Infimary in Little France im Südosten der Stadt wurde 2002 vom Duke of Edinburgh als gemeinsames Projekt privater Finanziers, lokaler Behörden und der Universität eröffnet; es ist ein modernes Krankenhaus, Tierklinik und Forschungsinstitut zugleich.
- Die Pollock Halls, im Osten an den Holyrood Park angrenzend, enthalten Unterkünfte mit Halbpension für Studenten, vorwiegend für jene im ersten Studienjahr. Zwei der älteren Gebäude in Pollock Halls wurden 2002 abgerissen und neue Gebäude an ihrer Stelle errichtet, so dass nun insgesamt zehn Häuser hier stehen. Studenten, die nicht in Pollock Halls oder den anderen Wohnheimen im Universitätsbesitz untergebracht sind, leben zumeist in Privatunterkünften in den Stadtteilen Marchmont, Newington, Bruntsfield, New Town und Leith. Auf dem Gelände der Pollock Halls befindet sich ebenfalls das für neun Millionen £ umgebaute McIntyre Conference Centre, das größte und wichtigste Konferenzzentrum der Universität Edinburgh.

## Zulassung / Bewerber
Pro Jahr bewerben sich im Undergraduate-Bereich etwa 60.000 Studenten an der Universität und machen die Universität Edinburgh damit zu einer der drei gefragtesten Universitäten im Vereinigten Königreich. Jedoch studieren von allen Bewerbern im Undergraduate-Bereich letztlich nur 8 % an der Universität. Insbesondere die Zulassung von Bewerbern aus Schottland und der Europäischen Union für Medizin, Internationale Beziehungen, Philosophie, Kunst und die Business School ist mit allgemeinen Zulassungschancen von rund 10 % und tatsächlichen Zulassungen von deutlich unter 5 % extrem umkämpft. Etwa ein Drittel aller Studenten der Universität Edinburgh wurden an Privatschulen unterrichtet. Nur sehr wenige Universitäten haben einen noch höheren Anteil an Absolventen von Privatschulen, was sich insbesondere medial auf die elitäre Wahrnehmung der Universität Edinburgh auswirkt.
Prince William erhielt – nach Informationen mehrerer großer britischer Zeitungen – im Jahr 2000 eine vorläufige Zulassung der Universität. Die Zulassung war an bestimmte Noten im Rahmen seines Schulabschlusses geknüpft. Insbesondere von Eton Alumni, zu denen auch Prinz William zählt, wird die Universität mit circa 70 Bewerbungen pro Jahr stark frequentiert. Pippa Middleton, die jüngere Schwester von Catherine Mountbatten-Windsor, Duchess of Cambridge, studierte Englische Literatur an der Universität.

## Zahlen zu den Studierenden und den Mitarbeitern
Von den 37.830 Studenten des Studienjahrens 2020/2021 nannten sich 23.260 weiblich (61,5 %) und 14.440 männlich (38,2 %). 10.420 Studierende (27,5 %) kamen aus England, 10.875 (28,7 %) aus Schottland, 310 aus Wales, 570 aus Nordirland, 3.740 aus der EU und 11.855 (31,3 %) aus dem Nicht-EU-Ausland. 24.695 der Studierenden (65,3 %) strebten ihren ersten Studienabschluss an, sie waren also undergraduates. 13.135 (34,7 %) arbeiteten auf einen weiteren Abschluss hin, sie waren postgraduates. Davon waren 3.610 in der Forschung tätig.
2019/2020 waren es 35.375 Studierende gewesen, 2016/2017 36.491.
2020/2021 hatte die Universität 15.510 Mitarbeiter; 2019/2020 waren es 15.110 gewesen.

## Ranking

### Übersicht
Die Universität ist eine der weltweit, europaweit und national führenden Universitäten. Sie zählt zu den Sutton Trust 13, dem englischen Pendant zu den US-amerikanischen Ivy-League-Universitäten, das allerdings nicht Sport, sondern die Forschungsstärke sowie die Rankings der Universitäten als Basis hat. Zudem gehört die Universität Edinburgh zur Gruppe der sogenannten Ancient Universities, der Gruppe der sieben ältesten englischsprachigen Universitäten der Welt.
| Institution                  | 2019 | 2018 | 2017 | 2016 | 2015 | 2014 | 2013 |
| ---------------------------- | ---- | ---- | ---- | ---- | ---- | ---- | ---- |
| Global                       |      |      |      |      |      |      |      |
| THE                          | -    | 27=  | 27   | 24   | 36   | 39   | 32   |
| QS World University Rankings | 18   | 23=  | 19   | 21   | 17=  | 17=  | 21   |
| Shanghai-Ranking             | -    | -    | 32   | 41   | 47   | 45   | 51   |
| Europa                       |      |      |      |      |      |      |      |
| THE                          | -    | 7    | 7    | 7    | 9    | 10   | 6    |
| QS World University Rankings | 6    | 7    | 7    | 8    | 7    | 6    | 6    |
| Shanghai-Ranking             | -    | -    | 7    | 9    | 11   | 10   | 12   |
| UK                           |      |      |      |      |      |      |      |
| THE                          | -    | 6    | 6    | 6    | 6    | 7    | 5    |
| QS World University Rankings | 5    | 5    | 5    | 6    | 6    | 5    | 5    |
| Shanghai-Ranking             | -    | -    | 5    | 6    | 6    | 6    | 6    |

### Weltweite Rankings
Das aktuelle QS Top Universities Ranking sieht die Universität Edinburgh 2019 weltweit auf Platz 18. Im Guardian The World’s Top 100 Universities Ranking lag die Universität Edinburgh 2010 auf Weltrang 22 (Rang 20 im Vorjahr). Das Academic Ranking of World Universities sieht die Universität Edinburgh weltweit auf Rang 32 (2017). Die Universität schneidet damit konstant besser ab als manche US Ivy League Universität (bspw. Brown University, Rang 101–105 & Dartmouth College, Rang 201–300). Auch im Vergleich zu den UK-Red-Brick-Universitäten stellt sich die Universität Edinburgh im ARWU-Ranking als Eliteuniversität dar (University of Birmingham, Rang 101–105; University of Liverpool, Rang 101–150; University of Leeds, Rang 101–150; University of Sheffield, Rang 101–105; University of Bristol, Rang 61; University of Manchester, Rang 38). Auch das King’s College London liegt mit Platz 46 leicht hinter der Universität Edinburgh zurück. Im Hochschulranking der englischen Tageszeitung The Times belegte sie 2016 in der Gesamtwertung den 24. Platz weltweit; nach der Bewertung der THES erreichte sie 2008 Platz 23 weltweit sowie im Jahr 2009 Platz 20 weltweit. Im 2011 World University Web Ranking von 4icu belegte die Universität Edinburgh weltweit Platz 17, im Jahr 2018 war es Rang 41.
Die Business School der Universität ist in allen relevanten Business-School-Rankings erfasst und gehört zu den weltweit führenden Instituten. Die University of Edinburgh Business School (UEBS) ist sowohl im 2010 Economist Top 100 Business School Ranking als auch in den Financial Times Rankings der Top Global MBAs, der MSc Finance Programme sowie der MSc in Management Programme erfasst. Der Studiengang MSc in Management ist gemäß der Financial Times in der erstmaligen Erfassung 2011 insgesamt auf Weltrang 57 eingestiegen, liegt bezüglich des Einstiegsgehalts jedoch auf Weltrang 16. Der MSc in Finance & Investment wurde 2011 auf Weltrang 25 platziert. Auch in den QS World University Rankings 2018 belegte die Business School den 26. Platz für Master-Studiengänge im Finanzwesen und den 44. Platz für postgraduale Management-Studiengänge.

### Europäische Rankings
Das Guardian The World’s Top 100 Universities Ranking sieht die Universität im europäischen Vergleich auf Platz 7. Im Rahmen des QS World University Rankings belegt die Universität Edinburgh Platz 6 in Europa. Im Time Higher Education Hochschulranking belegte sie in der Gesamtwertung 2018 den 7. Platz in Europa; im gleichen Ranking erreichte sie 2008 den 6. sowie 2009 den 5. Platz in Europa.

### Nationale Rankings
Im Rahmen des Research Assessment Exercise (RAE) 2008 erreichte die Universität nach Oxford, Cambridge, Manchester und dem UCL Platz 5 hinsichtlich der Forschungsstärke. Die Forschungsstärke der Universitäten ist der entscheidende Faktor bei der Mittelvergabe. Mit Bezug auf die Reputation lag die Universität im nationalen Vergleich 2011 auf Platz 6. Im Rahmen des QS-Rankings wurde der Universität Edinburgh 2019 national der 6. Rang zugesprochen. Das University Ranking by Academic Performance 2015 sieht die Universität Edinburgh national auf Rang 6, nach den Universitäten von Oxford und Cambridge, dem Imperial College London, dem University College London und der Universität Manchester.
Weitere nationale Rankings werden häufig als nicht repräsentativ angesehen. Oft werden die bewerteten Kriterien bemängelt. So ergibt sich eine Diskrepanz zwischen internationalen und nationalen Rankings. Exemplarisch sieht der Guardian im Rahmen des nationalen Guardian Rankings die Universität Edinburgh insgesamt auf Platz 7 der Universitäten des Vereinigten Königreiches. Im Worldranking des Guardian von 2010 hingegen liegt die Universität Edinburgh im UK-Vergleich auf Platz 6.
Als eine von national 13 Spitzenuniversitäten kommt der Universität Edinburgh jedoch unabhängig von nationalen Rankings international der Ruf einer Top-Universität zu.
Im Target School Ranking von Highfliers liegt die Universität Edinburgh auf Platz 13. Zu den rekrutierenden Unternehmen gehören etwa Accenture, Barclays, Deutsche Bank, Goldman Sachs, Ernst & Young, J.P. Morgan, UBS, McKinsey & Company, Morgan Stanley, Newton Management, PricewaterhouseCoopers International sowie die Royal Bank of Scotland.

## Ehemalige und Lehrkörper

### Politik
- Hastings Banda (1896–1997), Präsident von Malawi
- Yun Bo-seon (1897–1990), Präsident von Südkorea
- Gordon Brown (* 1951), Premierminister
- Robin Cook (1946–2005), Außenminister
- Henry Dundas, 1. Viscount Melville (1742–1811), Politiker
- Robert Finlay, 1. Viscount Finlay (1842–1929), Lordkanzler
- Richard Burdon Haldane, 1. Viscount Haldane (1856–1928), Politiker
- Tessa Jowell (1947–2018), Kultusministerin
- Jennie Lee (1904–1988), Kulturminister und Gründer der Open University
- James Mackay, Baron Mackay of Clashfern, Lordkanzler
- David McLetchie, Vorsitzender der schottischen Konservativen
- Julius Nyerere (1922–1999), Präsident von Tansania
- Henry Petty-Fitzmaurice, 3. Marquess of Lansdowne, Schatzkanzler
- Malcolm Rifkind (* 1946), Außenminister
- Amber Rudd (* 1963), Innenministerin
- Benjamin Rush (1746–1813), Unterzeichner der amerikanischen Unabhängigkeitserklärung
- John Russell, 1. Earl Russell (1792–1878), Premierminister
- David Steel (* 1938), Vorsitzender der britischen liberalen Partei und erster Präsident des schottischen Parlaments
- Mike Synar (1950–1996), US-Kongressabgeordneter
- Charles Tupper (1821–1915), Premierminister von Kanada
- Jim Wallace (* 1954), Vorsitzender der schottischen Liberaldemokraten und stellvertretender Erster Minister
- John Witherspoon (1723–1794), Unterzeichner der amerikanischen Unabhängigkeitserklärung

### Naturwissenschaften
- Helen Popova Alderson (1924–1972), russisch-britische Mathematikerin, Übersetzerin und Hochschullehrerin
- Sir Michael Francis Atiyah (1929–2019), Mathematiker
- Thomas Henderson (1834–1844), Astronom
- Charles Glover Barkla (1877–1944), Physiker, Nobelpreis für Physik
- Alexander Graham Bell (1847–1922), Erfinder des Telefons
- Joseph Bell (1837–1911), Mediziner und Pionier der Forensik
- Joseph Black (1728–1799), Physiker und Chemiker
- Max Born (1882–1970), Mathematiker und Physiker, Nobelpreis für Physik
- David Brewster (1781–1868), Physiker
- Robert Brown (1773–1858), Botaniker
- Nora Calderwood (1896–1985), Mathematikerin und Hochschullehrerin
- Ian Clarke (* 1977), Informatiker
- Arthur Conan Doyle (1859–1930), Mediziner und Schriftsteller
- Charles Darwin (1809–1882), Naturforscher, Autor von „Origin of Species“
- James Dewar (1842–1923), Chemiker und Physiker
- Peter Doherty (* 1940), Mediziner, Nobelpreis für Medizin
- John Boyd Dunlop (1840–1921), Erfinder und Gründer der Fa. Dunlop (Reifenhersteller)
- Lim Chong Eu (1919–2010), Vorsitzender der Malaysian Chinese Association
- Elisabeth Fischer-Friedrich (* 1981), deutsche Biophysikerin
- Klaus Fuchs (1911–1988), Physiker
- Archibald Geikie (1835–1924), Geologe
- Andrew Gilbert, Physiker und Gründer des ersten britischen Gesundheitsdienstes
- John Scott Haldane (1860–1936), Physiologe, Begründer des methodischen Holismus
- James Hector (1834–1907), Geologe
- Peter Higgs (1929–2024), Physiker, Nobelpreis für Physik, Namensgeber des Higgs-Bosons
- Charles Hutton (1737–1823), Mathematiker
- James Hutton (1726–1797), der Begründer der modernen Geologie.
- Robert Jameson (1774–1854), Naturforscher und Mineraloge
- Fleeming Jenkin (1833–1885), Ingenieur
- Antoni Jurasz (1882–1961), Chirurg
- George A. Kelly (1905–1967), Psychologe
- Joseph Lister, 1. Baron Lister (1827–1912), führte Antiseptika in die Chirurgie ein
- John Claudius Loudon (1783–1843), Botaniker und Landschaftsarchitekt
- Colin Maclaurin (1698–1746), Mathematiker
- David MacRitchie, Archäologe
- James Clerk Maxwell (1831–1879), Physiker
- Roger Mercer, (1944–2018), Archäologe
- Robin Milner (1934–2010), Informatiker
- James Mirrlees (1936–2018), Ökonom, Nobelpreis für Wirtschaftswissenschaften
- Augustus De Morgan (1806–1871), Mathematiker und Logiker
- Annie Hutton Numbers (1897–1988), Mathematikerin und Chemikerin
- Richard Owen (1804–1892), Biologe und Paläontologe
- John Playfair (1748–1819), Mathematiker
- William John Macquorn Rankine (1820–1872), Physiker und Ingenieur, Begründer der Thermodynamik
- Edward Albert Sharpey-Schafer (1850–1935), Physiologe und Neurowissenschaftler
- James Young Simpson (1811–1870), führte das Chloroform in der Geburtshilfe ein
- Fraser Stoddart (1942–2024), Chemiker
- Peter Guthrie Tait (1831–1901), Physiker
- Igor Tamm (1895–1971), Physiker, Nobelpreis für Physik
- Stephen Tweedie (* 1969), Informatiker
- Dieter Vogt (* 1962), Chemiker
- John Walker (1731–1803), Naturforscher
- Edmund Taylor Whittaker (1873–1956), Mathematiker
- William Withering (1741–1799), Arzt

### Geisteswissenschaften
- Robert Adam (1728–1792), Architekt
- J. M. Barrie (1860–1937), Autor (Peter Pan)
- Richard Bell (1876–1952), Arabist
- Roy Bhaskar (1944–2014), Wissenschaftstheoretiker und Philosoph
- Antonia Bolingbroke-Kent (* 1978), Reiseautorin und Filmproduzentin
- James Boswell (1740–1795), Schriftsteller und Rechtsanwalt
- Thomas Brown (1778–1820), Philosoph
- Thomas Carlyle (1795–1881), Essayist und Historiker
- Arthur Conan Doyle (1859–1930), Autor (Sherlock Holmes)
- Adam Ferguson (1723–1816), Philosoph und Historiker
- Jill Gallard (* 1968), britische Diplomatin
- Oliver Goldsmith (1728–1774), Autor und Arzt
- Alexander Henderson (1583–1646), Theologe und Rektor der Universität
- David Hume (1711–1776), Philosoph
- Karl Koller (1863–1920), Schweizer reformierter Geistlicher, Unternehmer und freisinniger Politiker
- Peter Ladefoged (1925–2006), Phonetiker
- Sorley Maclean (Somhairle MacGill-Eain), gälischer Dichter
- Alexander McCall Smith (* 1948), Schriftsteller und Jurist
- James Mill (1773–1836), Historiker und utilitaristischer Philosoph
- Julius Conradus Otto (* 1562; † 1649 oder um 1655/56), ursprünglich Naphthali Margolith, Hebraist
- Peter Roget, Autor des ersten Thesaurus
- Walter Scott (1771–1832), Autor und Dichter
- Robert Louis Stevenson (1850–1894), Autor (Dr Jekyll and Mr Hide, Die Schatzinsel)
- Dugald Stewart (1753–1828), Philosoph
- Richard Thomson (* 1953), Kunsthistoriker
- Fritz Wölcken (1903–1992), deutscher Professor

### Sonstige
- John Aikin, Arzt und Autor
- Thomas Bayes (1701–1761), Pfarrer und Mathematiker, Namensgeber des Satzes von Bayes
- John Brown, Arzt und Autor
- George Chalmers (1742–1825), Antiquar und politischer Autor
- Henry Thomas Cockburn, Richter
- Benjamin Constant (1767–1830), Autor und Politiker
- Daisy Donovan (* 1975), Schauspielerin
- Paul Alfred Kleinert (* 1960), Schriftsteller und Herausgeber
- Henrike Lähnemann (* 1968), Mediävistin und Professorin (Oxford)
- Benjamin Lang (* 1976), Komponist und Professor für Musiktheorie (Berlin)
- Mirella Lapata (* 20. Jahrhundert), Informatikerin und Hochschullehrerin
- Sebastian Moll (* 1980), evangelischer Theologe und Autor
- Lyon Playfair, 1. Baron Playfair, Naturwissenschaftler und Parlamentarier
- Ian Rankin (* 1960), Autor
- Stella Rimington (1935–2025), Chefin des MI5
- Piers Sellers (1955–2016), Astronaut
- Samuel Smiles (1812–1904), Autor und Reformer
- Alexander Sutherland Neill (1883–1973), Pädagoge
- Isobel Waller-Bridge (* 1984), Bühnen- und Filmkomponistin

David Hume und James Clerk Maxwell bewarben sich um Lehraufträge an der Universität, wurden aber beide abgelehnt.

### Rektoren
Der Lord Rector of Edinburgh University wird alle drei Jahre von den Studenten der Universität gewählt. Selten wird der Amtsinhaber als Lord Rector bezeichnet, üblich ist die einfachere Bezeichnung Rector. Grundlage ist der Universities (Scotland) Act von 1889 des britischen Parlaments, der für alle damals existierenden schottischen Universitäten die Wahl eines Rektors vorsah. Demzufolge werden lediglich in den vier alten Universitäten (siehe oben) Rektoren gewählt, in den modernen Universitäten nicht. Die Funktion des Rectors ist repräsentativ, dementsprechend werden häufig Personen des öffentlichen Lebens gewählt.
- 1859: Rt.Hon. William Gladstone
- 1865: Thomas Carlyle
- 1868: Lord Moncreiff
- 1871: Sir William Stirling-Maxwell, 9. Baronet
- 1874: Frederick Arthur Stanley, 16. Earl of Derby
- 1877: Spencer Cavendish, 8. Duke of Devonshire
- 1880: Archibald Philip Primrose, 5. Earl of Rosebery
- 1883: Stafford Northcote, 1. Earl of Iddesleigh
- 1887: Schomberg Kerr, 9. Marquess of Lothian
- 1890: Rt.Hon. G.J. Goschen
- 1893: James Robertson, Baron Robertson
- 1896: Alexander Bruce, 6. Lord Balfour of Burleigh
- 1899: Frederick Hamilton-Temple-Blackwood, 1. Marquess of Dufferin and Ava
- 1902: Sir Robert Bannatyne Finlay
- 1905: Rt.Hon. Richard Burdon Haldane
- 1908: Rt.Hon. George Wyndham
- 1911: Gilbert Elliot-Murray-Kynynmound, 4. Earl of Minto
- 1914: Herbert Kitchener, 1. Earl Kitchener
- 1917: David Beatty, 1. Earl Beatty
- 1920: Rt.Hon. David Lloyd George
- 1923: Rt.Hon. Stanley Baldwin
- 1926: Rt.Hon. Sir John Gilmour
- 1929: Rt.Hon. Winston Churchill
- 1932: General Sir Ian Hamilton
- 1935: Edmund Allenby, 1. Viscount Allenby
- 1936: Sir Herbert John Clifford Grierson
- 1939: Sir J. Donald Pollock
- 1945: Andrew Cunningham, 1. Viscount Cunningham of Hyndhope
- 1948: Alastair Sim
- 1951: Sir Alexander Fleming
- 1954: Sir Sydney A. Smith
- 1957: James Robertson Justice
- 1960: Jo Grimond
- 1963: James Robertson Justice
- 1966: Malcolm Muggeridge
- 1969: Kenneth Allsop
- 1972: Jonathon W.G. Wills
- 1973: Gordon Brown
- 1976: Magnus Magnusson
- 1979: Very Rev. Anthony Ross
- 1982: Rt.Hon. David Steel
- 1985: Archie Macpherson
- 1988: Muriel Gray
- 1991: Donnie Munro
- 1994: Malcolm Macleod
- 1997: John Colquhoun
- 2000: Robin Harper
- 2003: Tam Dalyell
- 2006: Mark Ballard
- 2009: Iain Macwhirter
- 2012: Peter McColl
- 2015: Steve Morrison
- 2018: Ann Henderson

## Sonstiges
- Über die Vergabe eines der ältesten und angesehensten Literaturpreise des Vereinigten Königreichs, des James Tait Black Memorial Prize, entscheidet seit 1919 der jeweilige Lehrstuhlinhaber für Englische Literatur.